# Ілмарс Старостітс
Ілмарс Старостітс (нар. 30 травня 1979, Резекне) – латвійський шахіст, гросмейстер від 2010 року.

## Шахова кар'єра
У 1993-1999 роках кілька разів представляв національну збірну на чемпіонатах світу та Європи серед юніорів у різних вікових категоріях. 2002 року виграв у Ризі титул чемпіона Латвії і виступив на шаховій олімпіаді, яка відбулась у Бледі. Гросмейстерські норми виконав у роках 2005 (Кутро, поділив 2-ге місце позаду Ігоря Міладиновича, разом з Міланом Драшко і Сергієм Каспаровим), 2009 (німецька Бундесліга) та 2010 (Ферроль, поділив 1-місце разом з Юліаном Радульським).
Досягнув низки успіхів на міжнародних турнірах, зокрема:
- посів 1-ше місце в Литомишлі (1997),
- посів 1-ше місце в Пшелазах (2001),
- посів 1-ше місце в Ковалево-Поморському (2001)[2],
- посів 1-ше місце в Лойтерсдорфі (2004),
- поділив 1-ше місце в Поліце (2004, Меморіал Тадеуша Гньота, разом з Вадимом Шишкіним),
- поділив 2-ге місце в Ризі (2004, позаду Едвінса Кеньгіса, разом з Михайлом Ричаговим і Ханнесом Стефанссоном)),
- посів 1-ше місце в Люцерні (2005),
- поділив 1-ше місце в Бішвіллері (2005, разом з В'ячеславом Іконніковим),
- поділив 1-ше місце в Хемніці (2006, разом із зокрема, Павелом Ярачем, Томасом Петцом і Збігневом Ксенським),
- поділив 1-ше місце в Мондарісі (2006, разом з Айменом Різуком і Маркосом Льянесою Вегою),
- поділив 2-ге місце у Ферролі (2006, позаду Ольдена Ернандеса Карменатеса, разом з Владіміром Петковим),
- поділив 1-ше місце в Гранаді (2006, разом з Девідом Ларіньйо Ньєто),
- поділив 1-ше місце в Понтеведрі (2007, разом з Валентином Йотовим, Олексієм Барсовим, Маркосом Льянесою Вегою і Джурабеком Чамракуловим),
- поділив 1-ше місце в Камбадосі (2007, разом з Валентином Йотовим і Красіміром Русевим),
- поділив 1-ше місце в Ортігейрі (2007, разом з Владіміром Дімітровим),
- посів 1-ше місце в Кантабрії (2008),
- посів 1-ше місце в Коусдоні (2008),
- посів 1-ше місце в Уарте (2008),
- поділив 1-ше місце в Лойтерсдорфі (2008, разом з Левом Гутманом),
- поділив 1-ше місце в Тепліце (2009, разом із зокрема, Радославом Долезалом),
- поділив 1-ше місце в Стокгольмі (2010, разом з Михайлом Улибіним).

Примітка: Список успіхів неповний (доповнити від 2010 року).
Найвищий рейтинг Ело в кар'єрі мав станом на 1 жовтня 2007 року, досягнувши 2512 очок займав тоді 5-те місце серед латвійських шахістів.

## Зміни рейтингу
| На цьому місці має відображатися графік чи діаграма, однак з технічних причин його відображення наразі вимкнено. Будь ласка, не видаляйте код, який викликає це повідомлення. Розробники вже працюють для того, щоби відновити штатне функціонування цього графіка або діаграми. | |
| | На цьому місці має відображатися графік чи діаграма, однак з технічних причин його відображення наразі вимкнено. Будь ласка, не видаляйте код, який викликає це повідомлення. Розробники вже працюють для того, щоби відновити штатне функціонування цього графіка або діаграми. |